# Schopfloch (Schwarzwald)
Schopfloch ist eine Gemeinde in Baden-Württemberg im Landkreis Freudenstadt in der Region Nordschwarzwald.

## Geografie

### Geografische Lage
Schopfloch liegt am Übergang von Schlehen- und Heckengäu zum Schwarzwald zwischen Horb und Freudenstadt, etwa 13 km von der Kreisstadt entfernt.

### Gemeindegliederung
Die Gemeinde Schopfloch besteht aus den früheren Gemeinden Oberiflingen, Schopfloch und Unteriflingen. Zu allen drei früheren Gemeinden gehören jeweils nur die gleichnamigen Dörfer. Die Gemarkung des gesamten Gemeindegebietes Schopfloch ist zweigeteilt, da die Ortsteile Oberiflingen und Unteriflingen gemeinsam eine Exklave des Hauptortes Schopfloch bilden.
Im Gebiet der früheren Gemeinde Schopfloch liegt die Wüstung Stadthof, im Gebiet der ehemaligen Gemeinde Unteriflingen liegt die Wüstung Altstadt Rockesberg.

### Nachbargemeinden
Die Gemeinde Schopfloch grenzt im Norden an die Gemeinden Dornstetten und Waldachtal, im Osten an die Stadt Horb am Neckar, im Süden an die Städte Sulz am Neckar und Dornhan (beide Landkreis Rottweil) und im Westen an die Gemeinde Glatten.

### Schutzgebiete
Schopfloch hat nordöstlich von Oberiflingen Anteil am Natur- und Landschaftsschutzgebiet Dießener Tal und Seitentäler. Westlich von Unteriflingen liegt das Landschaftsschutzgebiet Oberes Glattal. Östlich von Schopfloch liegt das kleine Landschaftsschutzgebiet Rödelsberg.
Außerdem liegen auf dem Gemeindegebiet mehrere Teilgebiete der FFH-Gebiete Freundenstädter Heckengäu und Horber Neckarhänge. Schopfloch liegt zudem im Naturpark Schwarzwald Mitte/Nord.

## Geschichte
Schopfloch wurde 772 erstmals in einer Schenkungsurkunde des Klosters Lorsch erwähnt. Die Lehenshoheit über einen Hof in Schopfloch, vielleicht auch über den ganzen Ort, hatten im 13. Jahrhundert die Pfalzgrafen von Tübingen Fürst Christoph Wilding, möglicherweise auch zeitweilig die Grafen von Hohenberg. Der Ort gehörte später zur geroldseckischen Herrschaft Loßburg und wurde mit dieser 1501 an das Kloster Alpirsbach verkauft, von diesem 1526 an die von Hornberg veräußert, die den Ort 1589 an Württemberg verkauften. Bis ins 19. Jahrhundert gehörte der Ort nun zum Amt und späteren Oberamt Dornstetten. Bei der Neuordnung des 1806 gegründeten Königreichs Württemberg wurde Schopfloch dem Oberamt Freudenstadt zugeordnet.
1879 kam mit der Bahnstrecke Eutingen im Gäu–Schiltach der Anschluss an das Streckennetz der Königlich Württembergischen Staats-Eisenbahnen.
Die Verwaltungsreform von 1938 führte zur Zugehörigkeit zum Landkreis Freudenstadt. 1945 wurde Schopfloch Teil der Französischen Besatzungszone und kam somit zum Nachkriegsland Württemberg-Hohenzollern, welches 1952 im Land Baden-Württemberg aufging. Am 1. Juli 1974 vereinigte sich Schopfloch mit Oberiflingen und Unteriflingen zur neuen Gesamtgemeinde Schopfloch.

## Wappen

### Aktuelles  Gemeindewappen

#### Blasonierung
Unter goldenem (gelbem) Schildhaupt, darin eine schwarze Hirschstange, in Rot ein goldenes (gelbes) Tatzenkreuz mit je drei schwarzen Punkten an den Enden der Arme.

#### Deutung
Die schwarze Hirschstange in Gold ist dem Wappen des Hauses und des Landes Württemberg entnommen, dem die drei Teile der heutigen Gemeinde Schopfloch über lange Zeit unterstanden (Schopfloch seit 1589, Oberiflingen seit 1534, Unteriflingen seit 1614). Das goldene griechische Kreuz (Kreuz mit gleich langen, hier nach außen verbreiterten Balken), weist auf die Frühgeschichte von Oberiflingen mit seiner Kirche hin. Östlich der Kirche wurde im Jahr 1896 ein Grabhügel ausgegraben, in dem, den Beigaben nach zu schließen, in der ersten Hälfte des 7. Jahrhunderts ein Alemanne mit seiner Frau bestattet worden war; unter den Beigaben war ein sogenanntes Goldblattkreuz (2,8 cm). Beide gehörten, der Art ihrer Bestattung nach, dem alemannischen Adel an; mindestens die Frau bekannte sich zum christlichen Glauben. Die beiden in dem Hügel Bestatteten oder andere Angehörige ihres Geschlechts dürften die Stifter der Kirche Sankt Michael gewesen sein. Oberiflingen war allem Anschein nach der Mittelpunkt einer alemannischen Adelsherrschaft. Rot und Gold als Wappenfarben galten im Mittelalter als ein Kennzeichen für Angehörige des schwäbischen Adels, in gewissem Sinn also als Farben der Schwaben.

#### Verleihung
Mit Erlass vom 4. Juli 1978 hat das Landratsamt Freudenstadt der Gemeinde Schopfloch das Recht verliehen, ein Gemeindewappen zu führen, sowie eine Flagge in Gelb–Rot (Gold–Rot).

### Wappen der Ortsteile

Altes Wappen von Schopfloch
Oberiflingen
Unteriflingen

### Wappen der früheren Gemeinde Schopfloch

#### Blasonierung
In Silber auf grünem Boden zwischen zwei grünen Tannen eine rote Scheune mit offenem Tor.

#### Deutung
Dieses Wappen ist ein "redendes Wappen":  Schopf = Scheuer und Loch / Lohe = Wald.

#### Verleihung
Das Wappen wurde bereits seit 1840 im Siegel geführt. Nach Angaben des Hauptstaatsarchivs wurde es 1956 in seiner endgültigen Form festgelegt.

### Das Wappen der früheren Ortschaft Oberiflingen

#### Blasonierung
In Rot unter einem sechsstrahligen goldenen (gelben) Stern eine goldene (gelbe) Egge.

#### Deutung
Die Egge wurde einem Fleckensiegel um 1820 entnommen, der Stern dem Wappen der Herren von Neuneck. Die Wappenfarben Gold und Rot waren ebenso die Farben der Herren von Neuneck.

#### Verleihung
Mit Erlass vom 21. Oktober 1957 hat das Innenministerium Baden-Württemberg der Gemeinde Oberiflingen ihr früheres Wappen unter Beigabe eines Beizeichens und der Wappenfarben bestätigt.

### Das Wappen der früheren Ortschaft Unteriflingen

#### Blasonierung
In Blau eine fünfblättrige bewurzelte goldene (gelbe) Lindenstaude.

#### Deutung
Der einstige Ortsadel der Iflinger führte eine goldene Lindenstaude in rotem Schild. Da dieses Wappen aber bereits von der Gemeinde Lackendorf, Kreis Rottweil, angenommen worden war, wurde hier zur Unterscheidung ein blauer Schildgrund gewählt.

#### Verleihung
Mit Erlass vom 16. März 1957 hat das Innenministerium Baden-Württemberg der Gemeinde Unteriflingen das Recht verliehen, ein Gemeindewappen zu führen.

## Politik

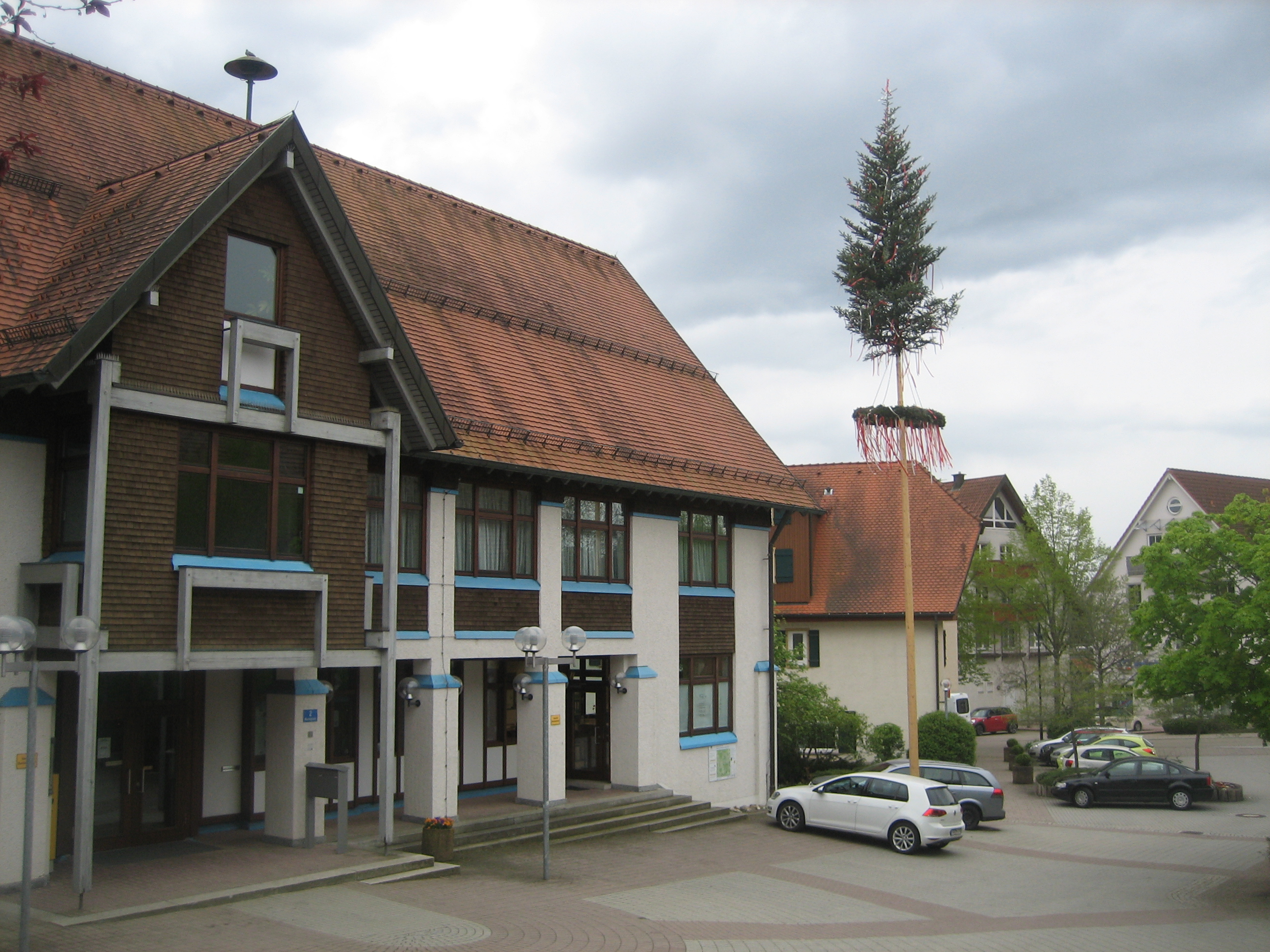
Schopfloch Rathaus

### Gemeinderat
Nach der Wahl vom 25. Mai 2014 hat der Gemeinderat 12 Mitglieder (Schopfloch 7, Oberiflingen 3, Unteriflingen 2 Mitglieder).
Die Ortschaftsräte von Oberiflingen und Unteriflingen haben jeweils 8 Mitglieder.

### Bürgermeister
Bürgermeister ist seit dem 1. Januar 2023 Thomas Staubitzer. Er wurde am 9. Oktober 2022 mit 96,5 Prozent der Stimmen gewählt. Er folgte Klaas Klaassen nach, der von 1990 bis 2022 amtierte. Bei der Bürgermeisterwahl 2022 trat Klaassen nicht erneut an.

## Religionen
Schopfloch ist seit der Reformation evangelisch geprägt. Die evangelische Kirchengemeinde hat ihren Sitz im Teilort Oberiflingen, verfügt aber auch in Schopfloch und Unteriflingen über eine Kirche. Auch die Liebenzeller und die Pregizer Gemeinschaft sind im Ort vertreten. Seit 1928 besteht auch eine neuapostolische Gemeinde im Ort. Die römisch-katholischen Christen hingegen werden von Freudenstadt aus geistlich betreut.

## Wirtschaft und Infrastruktur

### Verkehr
Schopfloch ist durch die Bahnstrecke Eutingen im Gäu–Schiltach an das Schienennetz angebunden. Nach Freudenstadt und Eutingen im Gäu besteht eine Verbindung im Stundentakt. Stuttgart und Karlsruhe sind im Zweistundentakt umsteigefrei zu erreichen. Schopfloch liegt an der Bundesstraße 28, der nächste Autobahnanschluss befindet sich in Horb zur Bundesautobahn 81. Ober- und Unteriflingen hingegen liegen weder an einer Bahnlinie noch direkt an einer überregional bedeutsamen Straße.
Durch Alltagsrouten aus dem Radnetz Baden-Württemberg ist Schopfloch 
- mit Horb, über dessen Stadtteile Grünmettstetten und Altheim,
- hinter Altheim abzweigend mit Nagold und
- über Dornstetten mit Freudenstadt verbunden.

### Ortsansässige Unternehmen
In Schopfloch hat die HOMAG Group, Hersteller von Holzbearbeitungsmaschinen, ihren Stammsitz. Mit etwa 6.600 Beschäftigten weltweit ist dieser Betrieb auch einer der größten Arbeitgeber im Landkreis Freudenstadt.
Bis Ende Januar 2010 befand sich in Schopfloch der Sitz der kibri Spielwarenfabrik GmbH (Modellbahnzubehör).
Trotz der Lage im Schwarzwald spielt der Fremdenverkehr keine wichtige Rolle.

### Bildungseinrichtungen
In Schopfloch gibt es eine Grund- und Hauptschule mit Werkrealschule. Erst- und Zweitklässler aus Ober- und Unteriflingen besuchen die Grundschule Oberiflingen, die bis 2006 noch eigenständig war, und wechseln dann nach Schopfloch. Die fünfte und sechste Klasse der Hauptschule waren bis Schuljahr 2006/07 nach Glatten ausgelagert, doch jetzt besuchen alle Hauptschulklassen den Unterricht in Schopfloch. Außerdem gibt es in jedem der drei Ortsteile Schopflochs einen evangelischen Kindergarten.

### Energie
Am 15. Juli 2011 wurde mit den Vorbereitungen für den Aufbau einer Enercon E-82 E2 Windkraftanlage ▼ begonnen. Der Turm wurde im Dezember 2011 vollendet. Am 11. Januar wurde der Bau mit dem Aufziehen des Rotors vollendet. Ihre erste Kilowattstunde speiste die Anlage am 27. Januar 2012 ein. Diese Windkraftanlage ist mit einer Nabenhöhe von 138,4 m und einem Rotordurchmesser von 82 m die höchste Windkraftanlage Baden-Württembergs.

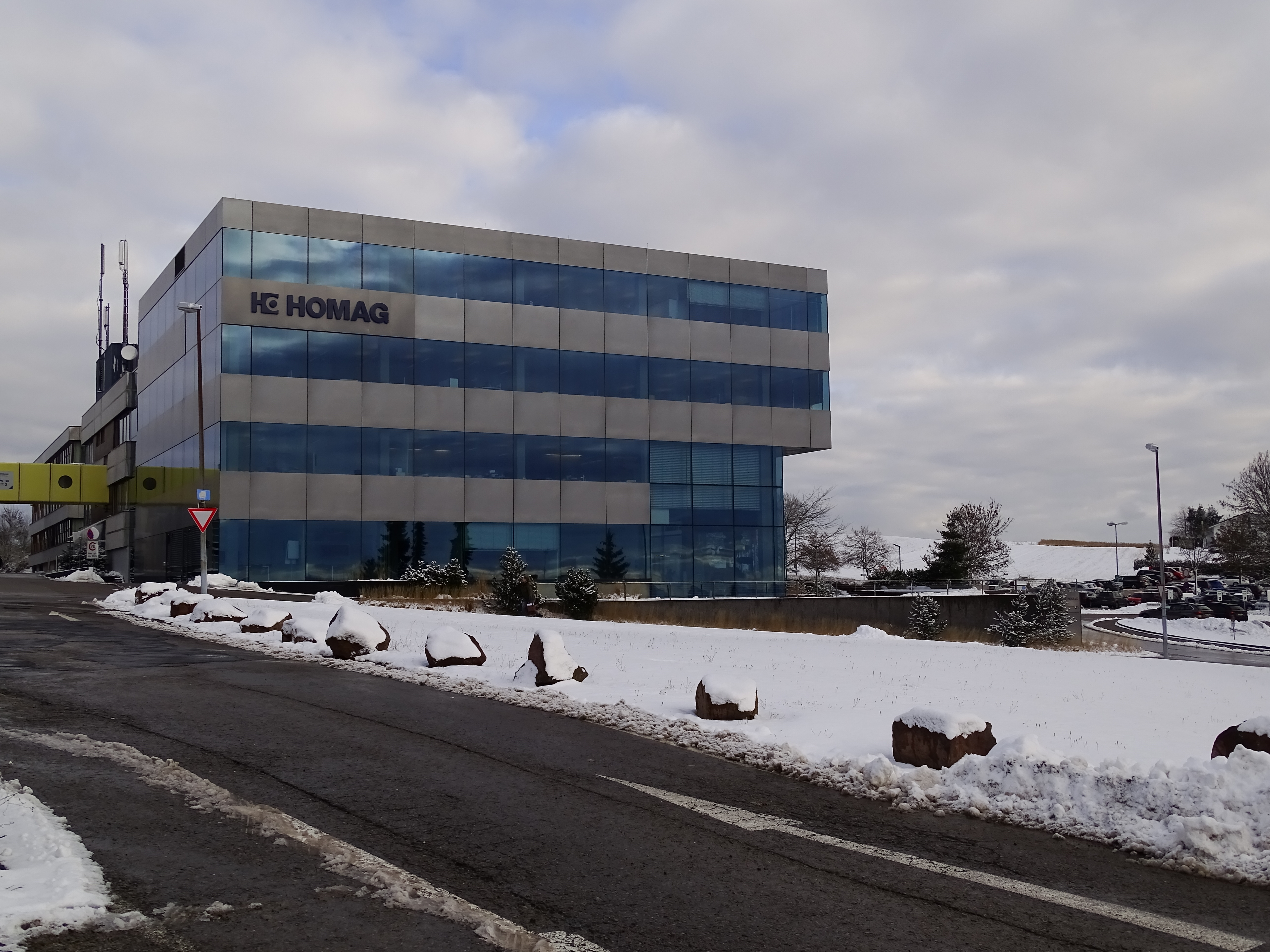
Konzernzentrale der Homag-Group
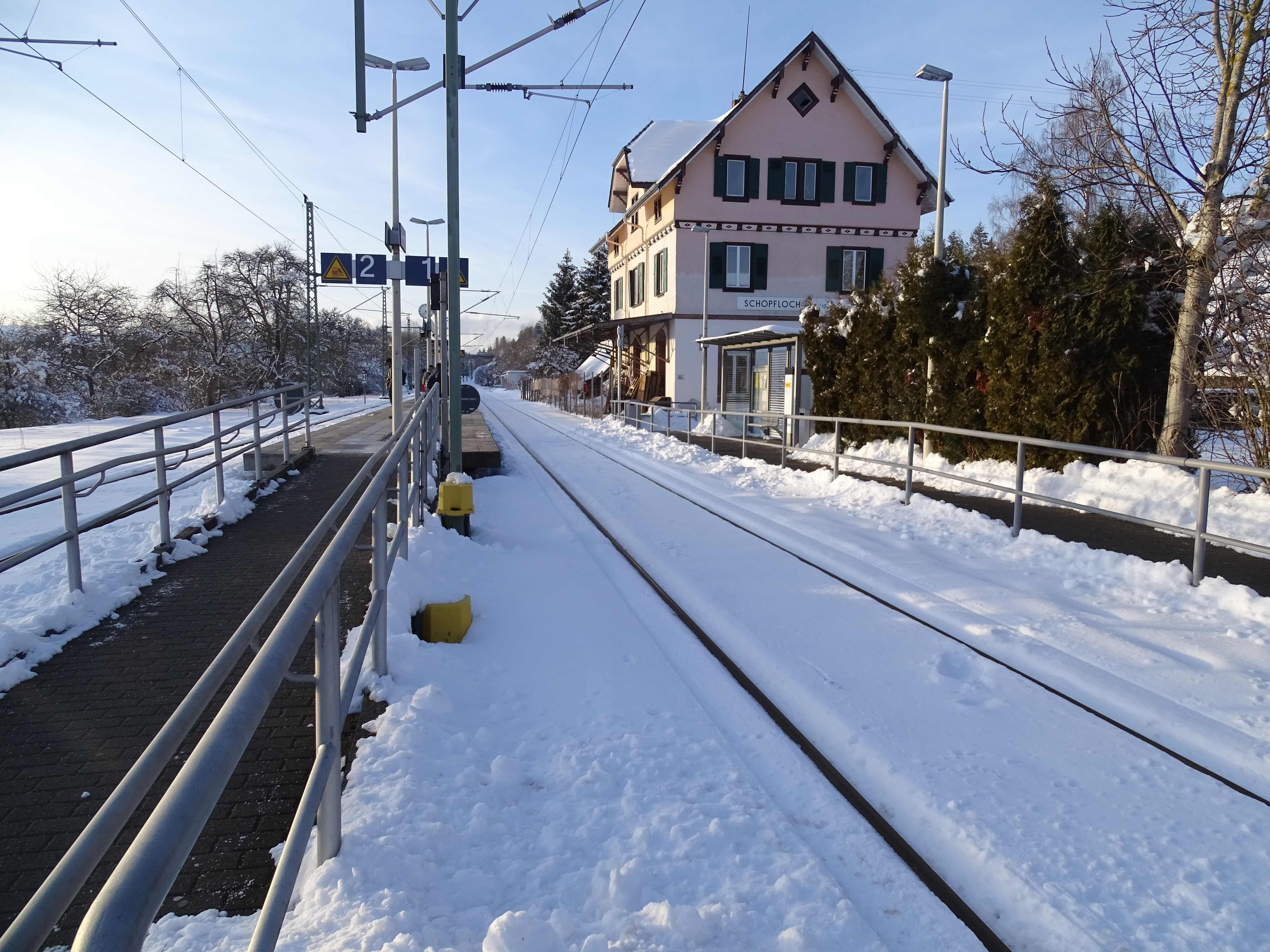
Bahnhof
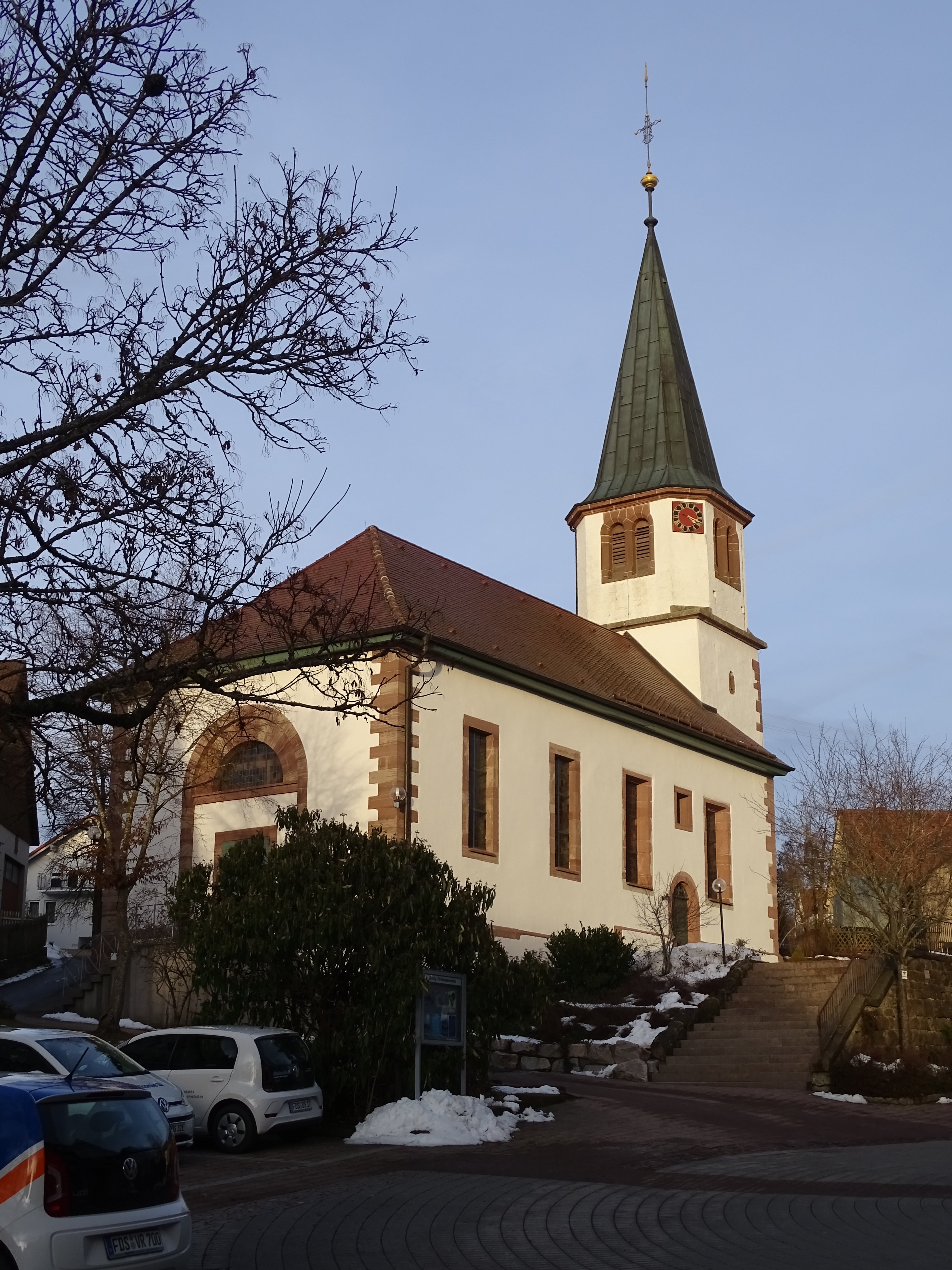
Bartholomäuskirche
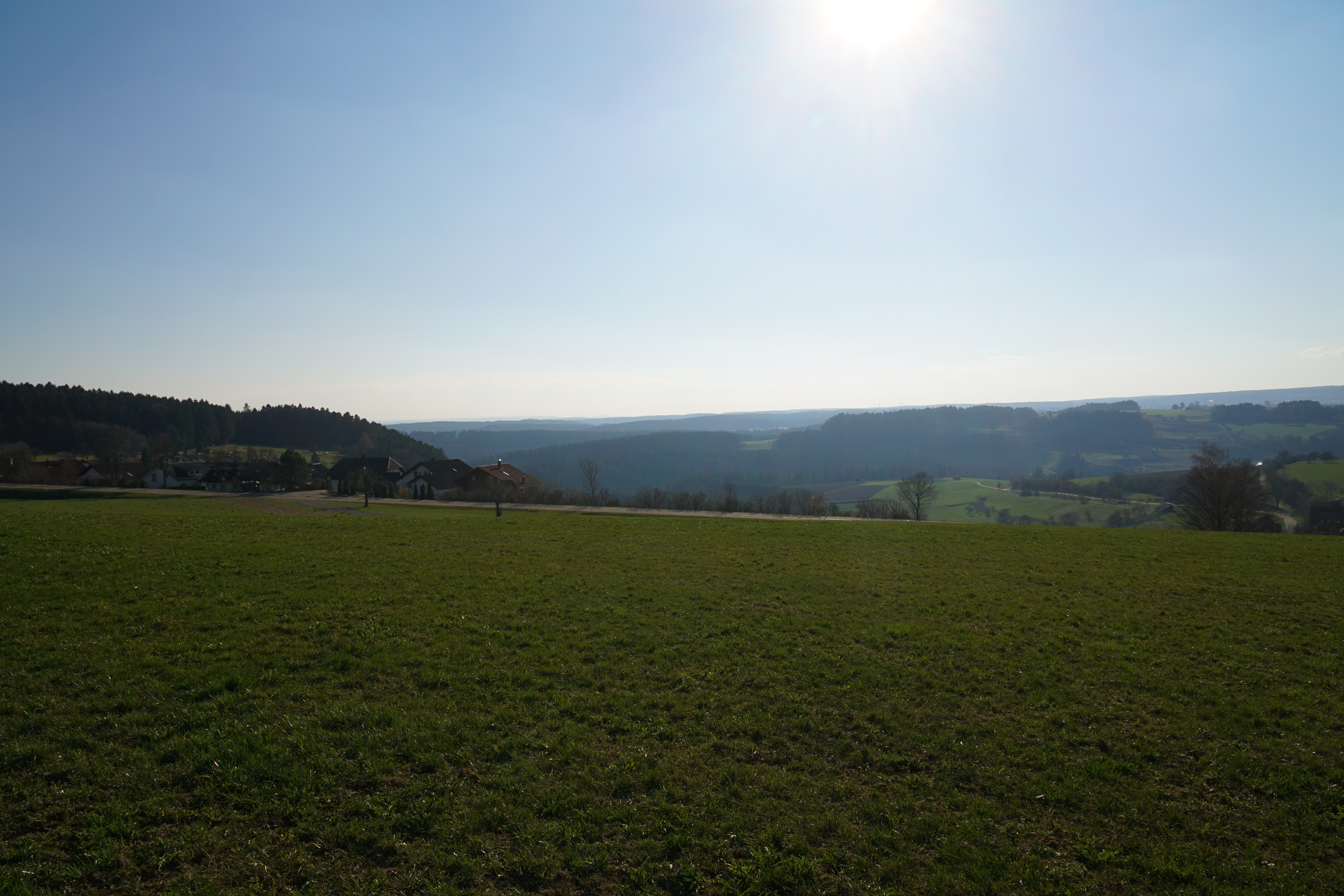
Schönblick zwischen Ober- und Unteriflingen
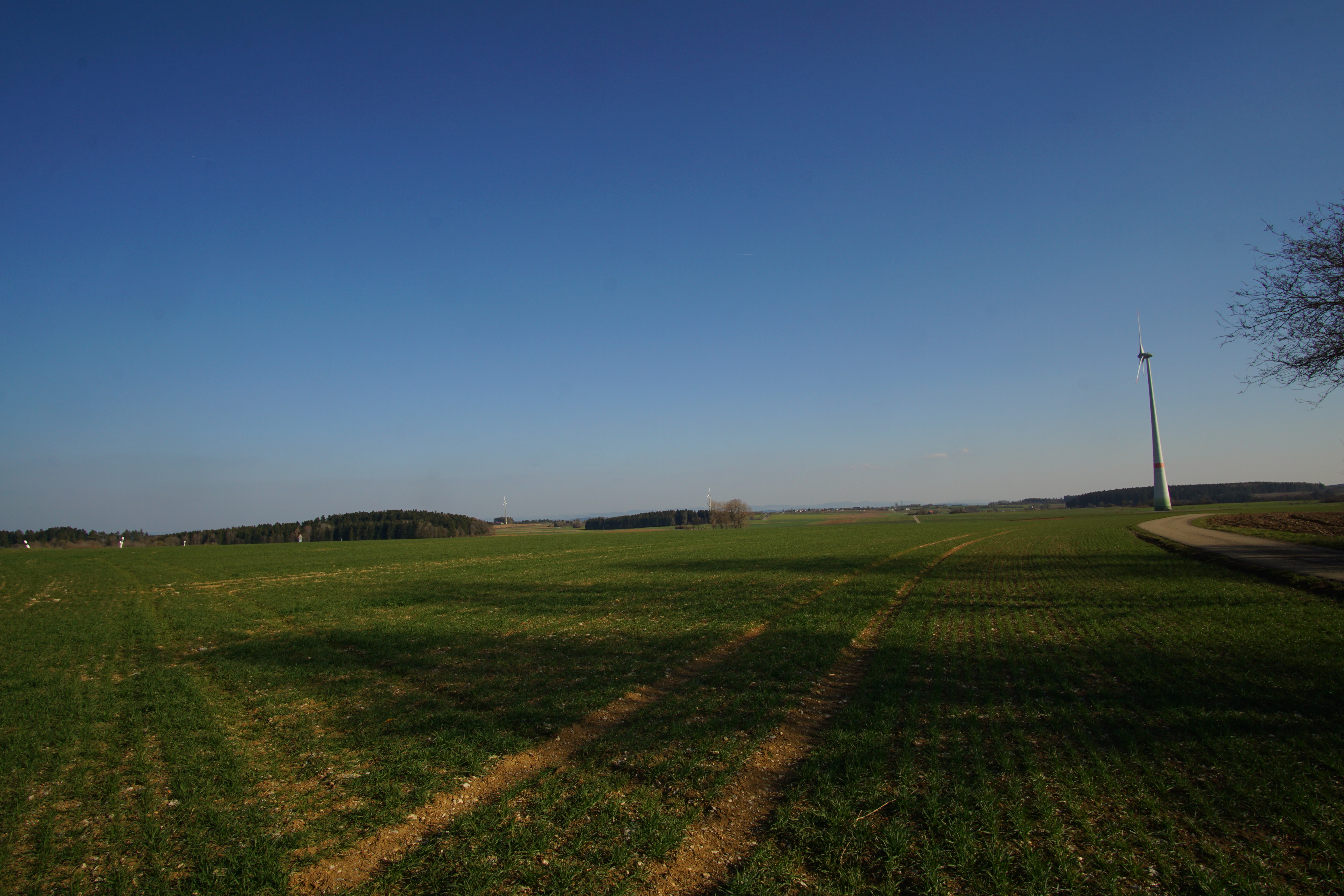
Zwischen Oberiflingen und Dürrenmettstetten

## Persönlichkeiten

### Söhne und Töchter der Gemeinde
- Christoph Friedrich Sartorius (1701–1785), geboren in Oberiflingen, evangelischer Theologe sowie Professor und Rektor an der Universität Tübingen
- Wilhelm Vogt, (1836–1903), geboren in Oberiflingen, württembergischer Oberamtmann
- Rudolf Lempp (1887–1981), geboren in Oberiflingen, Architekt, Professor an der Technischen Hochschule Stuttgart